# John C. Frémont
John Charles Frémont (eller Fremont), född 21 januari 1813 i Savannah, Georgia, död 13 juli 1890 i New York, var en amerikansk general, upptäcktsresande och politiker. Han kallades The Pathfinder och The Champion of Freedom. Han var demokratisk senator för Kalifornien 1850-1851 och republikanernas presidentkandidat i presidentvalet i USA 1856.

## Familjebakgrund
Modern Anne Beverley Whiting var dotter till en plantageägare i Virginia. Hon gifte sig 17 år gammal med John Pryor, en över sextio år gammal veteran av amerikanska revolutionskriget. Hon hade sedan ett förhållande med en fransk invandrare, Charles Fremon. Pryor ansökte om skilsmässa men Virginia House of Delegates, underhuset i delstatens lagstiftande församling, vägrade att godkänna hans skilsmässoansökan. Anne kunde således inte gifta om sig men hon fortsatte sitt förhållande med Fremon som arbetade som danslärare och lärare i franska. Deras första barn, John Charles Fremon, föddes den 21 januari 1813. Han tog senare namnet Frémont som hade varit fadern Louis-René Frémonts ursprungliga efternamn innan han hade bytt namnet till Charles Fremon i samband med invandringen till USA.

## Upptäcktsresande
Frémont gifte sig 1841 med Jessie Benton som var dotter till senator Thomas Hart Benton. Svärfadern var speciellt känd som förespråkare för Manifest Destiny, USA:s expansion västerut. Det var Benton som säkrade kongressens finansiering för Frémonts upptäcktsresor. Expansionisterna drömde om att USA skulle få omfatta hela Nordamerika. Frémont tog som sin uppgift att utforska kontinenten.
Frémont träffade sommaren 1842 Kit Carson ombord på en ångbåt i Saint Louis. Frémont behövde en guide för sin första upptäcktsresa och Carson var villig att ta på sig uppgiften. 25 män deltog i den första, fem månader långa, resan. USA:s kongress publicerade Frémonts rapport från resan. Han företog fyra upptäcktsresor och det sägs att han var den första amerikanen av europeisk härkomst som fick se Tahoesjön.

## Mexikanska kriget
Frémont deltog i mexikanska kriget som överstelöjtnant. Robert F. Stockton, som var den högst rankade amerikanska officeren i Kalifornien vid den tidpunkten, godkände i januari 1847 utnämningen av Frémont till Kaliforniens militärguvernör. Situationen var mycket prekär, eftersom det hade uppstått en rivalitet mellan Stockton och general Stephen W. Kearny. Efter att Kearny hade tagit över kommandot från Stockton, fick Frémont order att ge upp sin ställning som militärguvernör. Han vägrade länge att lyda order och i augusti 1847 anhölls han i Fort Leavenworth. Kearny förde Frémont till Washington, D.C. Han dömdes i en militärdomstol för myteri. USA:s president James K. Polk mildrade sedan domslutet till vanhedrande avsked (dishonorable discharge).
Den 5 april 1846 attackerade en liten militär expedition ledd av kapten John Fremont en säsongsbetonad indianby vid Sacramentofloden och dödade hundratals Wintu, mestadels kvinnor och barn.  Uppskattningarna för det officiella antalet döda varierar från 120-900.  Denna brutalitetshandling från den amerikanska regeringens sida var inte den värsta av USA:s långa och historiska gränsvåld.  Snarare är slakten och känslomässigheten med vilken Fremonts män utförde sitt uppdrag ett sublimt exempel på stängningen av den amerikanska gränsen och nybyggarnas tro på uppenbart öde.

## Politisk karriär
När Kalifornien blev delstat, valdes Frémont och William M. Gwin till de två första senatorerna. Frémont avgick 1851 och efterträddes som senator av John B. Weller. Frémont var demokrat, precis som svärfadern Benton, som var senator för Missouri.
Republikanska partiet deltog år 1856 för första gången i ett amerikanskt presidentval. Den före detta demokraten Frémont nominerades till presidentkandidat och William L. Dayton, en före detta whig, nominerades till vicepresidentkandidat. De förlorade presidentvalet mot demokraterna James Buchanan och John Cabell Breckinridge.
Frémont deltog sedan i amerikanska inbördeskriget som generalmajor. De radikala republikanerna som var missnöjda med Abraham Lincoln nominerade Frémont till presidentkandidat i presidentvalet i USA 1864. Frémont drog i september 1864 tillbaka sin kandidatur efter att Lincoln lovade att avsätta postministern Montgomery Blair som de radikala republikanerna ogillade.
Frémont var guvernör i Arizonaterritoriet 1878-1881. Efter att den politiska karriären var över var makarna Frémont utfattiga men levde ändå på hustrun Jessies inkomster. De bodde på Staten Island.
Frémonts grav finns på Rockland Cemetery i Rockland County, New York.

## Platser uppkallade efter Frémont

### Countyn i USA
- Fremont County, Colorado
- Fremont County, Idaho
- Fremont County, Iowa
- Fremont County, Wyoming

### Orter i USA
- Fremont, Kalifornien
- Fremont, Indiana
- Fremont, Michigan
- Fremont, Minnesota och Fremont Township, Minnesota
- Fremont, Nebraska
- Fremont, New Hampshire
- Fremont, Steuben County, New York
- Fremont, Sullivan County, New York
- Fremont, Ohio
- Fremont, Utah
- Fremont, Clark County, Wisconsin
- Fremont, Waupaca County, Wisconsin (town)
- Fremont, Wisconsin (village), ort i Wapuaca County

- Fremont, Seattle, stadsdel i Seattle

### Landformer
- Fremont Peak, Wyoming i Wind River Mountains
- Fremont Peak, Kalifornien i San Benito County
- Fremont Peak, Arizona i San Francisco Peaks
- Fremont Pass, Colorado, ett pass över den Nordamerikanska vattendelaren
- Fremont Island, ö i Stora Saltsjön
- Fremont Canyon vid North Platte River i  Wyoming
- Fremont River en biflod till Coloradofloden i Utah

### Andra platser
- Fremont–Winema National Forest, Oregon